# 최각규
최각규(崔珏圭, 1933년 11월 3일~2024년 8월 28일)는 대한민국의 관료 출신 정치인이다.

## 학력
- 강릉중앙공립국민학교 졸업
- 강릉상업고등학교 졸업
- 서울대학교 문리과대학 문학부 정치학 학사

## 경력
- 1956년: 제7회 고등고시 행정과 합격
- 1975년~1977년: 농수산부 장관
- 1977년~1979년: 상공부 장관
- 1988년~1992년: 제13대 국회의원(신민주공화당)
- 1991년~1993년: 부총리 겸 경제기획원 장관
- 1995년 7월 1일~1998년 6월 30일: 민선1기 강원도지사

## 역대 선거 결과
|  | 62.98% |

|  | 65.82% |

|  | 28.2% |

|  | 27.79% |

## 같이 보기
- 강릉시 (1988년 선거구)
- 강릉시의 국회의원
- 강원특별자치도지사
- 대한민국의 경제부총리
- 대한민국의 기획재정부 장관
- 대한민국의 기획재정부 차관
- 대한민국의 기획재정부 차관보
- 대한민국의 농림축산식품부 장관